# Castillo de Werdenberg
El Castillo de Werdenberg se encuentra en Werdenberg, una localidad con derechos históricos de ciudad en el cantón de San Galo en la Suiza alemana.

## Historia

Fotografía aérea histórica tomada a 200 m por Walter Mittelholzer en 1922

### Edad Media
La construcción del torreón comenzó antes o alrededor de 1228 bajo el conde Rudolf de Montfort. Su planta es ligeramente trapezoidal, con un perímetro exterior de unos 11 metros y muros de 2 metros de espesor constante. En 1232 se construyeron el palacio y la muralla perimetral. De esta época data la sala de caballeros, que ha permanecido casi inalterada hasta hoy. El vestíbulo fue añadido durante la ampliación de la fortaleza en un castillo.
Hacia 1230/40, los hermanos Rudolf I y Hugo II de Montfort dividieron la herencia. Rudolf recibió principalmente el territorio a la izquierda del Rin; bajo su mando probablemente se construyó el castillo de Werdenberg. Sus descendientes adoptaron el nombre "de Werdenberg". El castillo fue la sede de los condes de Werdenberg de la línea lateral de Heiligenberg, hasta que Rudolf II (fallecido en 1419/21) y Hugo V de Werdenberg murieron sin descendencia. Posteriormente, el castillo cambió de dueño con frecuencia.

### Temprana Edad Moderna
En 1483, el castillo y el condado pasaron a manos del conde Johann Peter de Sax-Misox, quien vendió la propiedad, incluido el castillo, dos años después al cantón suizo de Lucerna. Lucerna vendió la remota propiedad en 1493 a los barones tiroleses Georg y Mathis de Castelwart. En 1498, Mathis de Castelwart vendió la propiedad a los barones de Hewen. En 1517, Wolfgang y Georg de Hewen vendieron la propiedad, incluido el castillo, al cantón de Glaris, donde desde entonces residieron los gobernadores de Glaris, que se turnaban cada tres años.
En 1695, durante una celebración por el inicio del mandato del nuevo gobernador Johannes Zweifel, el castillo fue destruido por un incendio, probablemente originado en la cocina del castillo, que rápidamente se extendió al interior de madera del torreón. El incendio destruyó el primer y segundo piso del palacio y el techo. Ya en el invierno de ese mismo año, se instalaron nuevas vigas en el torreón.
Tras el colapso de la antigua Confederación Suiza en 1798, la señoría de Werdenberg se liberó temporalmente y más tarde se integró en el distrito homónimo del cantón helvético de Linth. Después de la disolución del cantón de Linth y la creación del cantón de San Galo en 1803, el castillo y la ciudad fueron asignados a la comuna de Grabs, aunque el castillo permaneció bajo propiedad de Glaris.

### Uso actual
En 1835, el castillo, que se encontraba en mal estado, fue comprado por Johann Ulrich Hilty, padre del jurista Carl Hilty (1833-1909). Johann Ulrich restauró y renovó progresivamente las instalaciones, adaptándolas para un uso residencial. La última residente del castillo fue Frieda Hilty, quien vivió allí durante los meses cálidos junto con su compañera Fräulein Hiller y dos empleados. En 1956, Frieda donó el edificio, junto con su mobiliario, al cantón de San Galo, haciéndolo accesible al público.
En 1960 se fundó la fundación Pro Werdenberg, que inició la restauración de la pequeña ciudad. El castillo se convirtió en un museo accesible al público, mostrando la residencia privada de la familia Hilty. En 1977, se llevó a cabo una renovación exterior del castillo.
En 1985, se representó en el patio del castillo la primera ópera, Der Wildschütz de Albert Lortzing. Desde entonces, el castillo ha sido sede de eventos culturales, como los Werdenberger Schloss-Festspiele. En 2009, el castillo de Werdenberg inauguró su primera temporada con un programa cultural e instalaciones de Pipilotti Rist y Niki Schawalder. El responsable de los proyectos culturales es la asociación Verein Schloss Werdenberg. Desde 2012, se celebra anualmente la Schlossmediale, un festival internacional de música antigua, música contemporánea y arte audiovisual.
En 2015, tras un año de cierre, se inauguró una nueva exposición en el castillo, que complementa el museo regional Schlangenhaus, abierto en 1998. Un bistró en el patio del castillo y un centro de información completan la oferta.

## Museos de Werdenberg (Museo del Castillo y Museo Schlangenhaus)
Los museos ubicados en Schlangenhaus y en el castillo fueron reabiertos en 2014 y 2015, respectivamente. Las exposiciones permanentes muestran la historia de los gobernantes del castillo y de los habitantes comunes del pequeño pueblo. Regularmente se realizan exposiciones temporales. Los museos están abiertos generalmente desde principios de abril hasta finales de octubre.

## Schlossmediale
La Schlossmediale Werdenberg es un festival internacional de música antigua, música contemporánea y arte audiovisual. Bajo la dirección artística de Mirella Weingarten, la Schlossmediale se celebra anualmente durante diez días alrededor de Pentecostés desde 2012.